# کمیسر خدمات مالی اروپا و اتحادیه پس‌انداز و سرمایه‌گذاری
کمیسر اروپایی خدمات مالی و اتحادیه پس‌انداز و سرمایه‌گذاری، عضو کمیسیون اروپا و مسئول امور بانکی و مالی است. متصدی فعلی این سمت ماریا لوئیس آلبوکرکی است .

## مسئولیت‌ها
این پست مسئول اطمینان از تنظیم و نظارت صحیح بازارهای مالی است تا پایدار، رقابتی و شفاف باشند و در خدمت مشاغل و رشد قرار گیرند. این شامل اجرای کامل اتحادیه بانکی می‌شود. آنها همچنین مسئول ایجاد اتحادیه بازارهای سرمایه تا سال 2019 برای هر 28 کشور عضو اتحادیه اروپا،  و به حداکثر رساندن مزایای بازارهای سرمایه و مؤسسات مالی غیربانکی برای بقیه اقتصاد، و به ویژه بنگاه‌های کوچک و متوسط، هستند.
علاوه بر این، این پست مسئول پیشنهاد اقداماتی برای بهبود عملکرد خدمات مالی برای مصرف‌کنندگان و سرمایه‌گذاران خرد و ارتقای ثبات جهانی در مقررات و اجرای استانداردها و اصول توافق‌شده با همکاری شرکای بین‌المللی است.

## فهرست کمیسرها
| اسم       | اسم                  | کشور     | دوره                    | کمیسیون                                                            | نمونه ای از اقدامات                                                                       |
| --------- | -------------------- | -------- | ----------------------- | ------------------------------------------------------------------ | ----------------------------------------------------------------------------------------- |
|           | کریستوفر توگندهات    | بریتانیا | 1977–1981               | کمیسیون جنکینز (اتحادیه اروپا)                                     | بودجه و کنترل مالی، موسسات مالی                                                           |
| 1981–1985 | کریستوفر توگندهات    | بریتانیا | کمیسیون خار             | بودجه و کنترل مالی، نهادهای مالی و امور مالیاتی (معاون رئیس جمهور) |                                                                                           |
|           | هنینگ کریستوفرسن     | دانمارک  | 1985–1989               | کمیسیون دلورس اول                                                  | بودجه، کنترل مالی، پرسنلی و اداری                                                         |
|           | آبل ماتوتس           | اسپانیا  | 1986–1989               | کمیسیون دلورس اول                                                  | اعتبار، سرمایه‌گذاری، ابزارهای مالی و شرکت‌های کوچک و متوسط                                 |
|           | لئون بریتان          | بریتانیا | 1989–1992               | کمسیون دلورس دوم                                                   | رقابت و نهادهای مالی (معاون رئیس جمهور)                                                   |
|           | پیتر اشمیدهوبر       | آلمان    | 1993–1994               | کمسیون دلورس سوم                                                   | بودجه، کنترل مالی و صندوق انسجام                                                          |
|           | آنیتا گرادین         | سوئد     | 1995–1999               | کمیسیون سانتر                                                      | مهاجرت، دادگستری و امور داخلی، کنترل مالی، مبارزه با کلاهبرداری و روابط با بازرس اروپایی. |
|           | چارلی مک‌کریوی        | ایرلند   | 2004-2010               | کمیسیون باروسو اول                                                 | بازار داخلی و خدمات                                                                       |
|           | میشل بارنیه          | فرانسه   | 2010-2014               | کمسیون باروسو دوم                                                  | بازار داخلی و خدمات                                                                       |
|           | جاناتان هیل          | بریتانیا | 2014–2016               | کمیسیون یونکر                                                      | اتحادیه ثبات مالی، خدمات مالی و بازارهای سرمایه                                           |
|           | والدیس دومبرووسکیس   | لتونی    | 2016–2019               | کمیسیون یونکر                                                      | یورو و گفتگوی اجتماعی و ثبات مالی، اتحادیه خدمات مالی و بازارهای سرمایه (نایب رئیس)       |
| 2019–2020 | والدیس دومبرووسکیس   | لتونی    | کمیسیون اول فون در لاین | بازارهای مالی                                                      |                                                                                           |
|           | مایرد مک‌گینس         | ایرلند   | 2020–2024               | کمیسیون اول فون در لاین                                            | اتحادیه ثبات مالی، خدمات مالی و بازارهای سرمایه                                           |
|           | ماریا لوئیس آلبوکرکی | پرتغال   | 2024–اکنون              | کمیسیون دوم فون در لاین                                            | اتحادیه ثبات مالی، خدمات مالی و بازارهای سرمایه                                           |